# 桃園捷運綠線先導公車
桃園捷運綠線先導公車又稱桃園航空城捷運線先導公車，為桃園捷運綠線之捷運先導公車路線。2013年10月22日闢駛GR路線，行駛於桃園後站與蘆竹區間；2014年6月4日新增GR2路線，行駛於桃園後站與八德區間。

## 路線基本資料
目前先導公車行駛路線分為兩段主要路線：
- GR路線往南崁、蘆竹方向，可於捷運坑口站銜接桃園國際機場捷運。
- GR2路線往八德方向，未來可能於大湳站銜接台北捷運三鶯線。

### 最新消息
- 2025年07月01日起，「行政執行處」站位更名為「中正中寧街口」。[5]

### 轉乘站點
- 台鐵桃園車站，可轉搭台鐵各級列車及區間車。
- 桃園捷運機場線A11坑口站（普通車）。
- 桃園車站前站可轉乘桃園捷運棕線先導公車。

## 歷史
- 2013年10月22日，闢駛GR路線，行駛於桃園後站與蘆竹區間，由桃園客運及長榮巴士聯營。
- 2014年6月4日，新增GR2路線，行駛於桃園後站與八德區間，由桃園客運營運。[6]
- 2015年6月29日，長榮巴士退出GR路線營運。

## 圖片

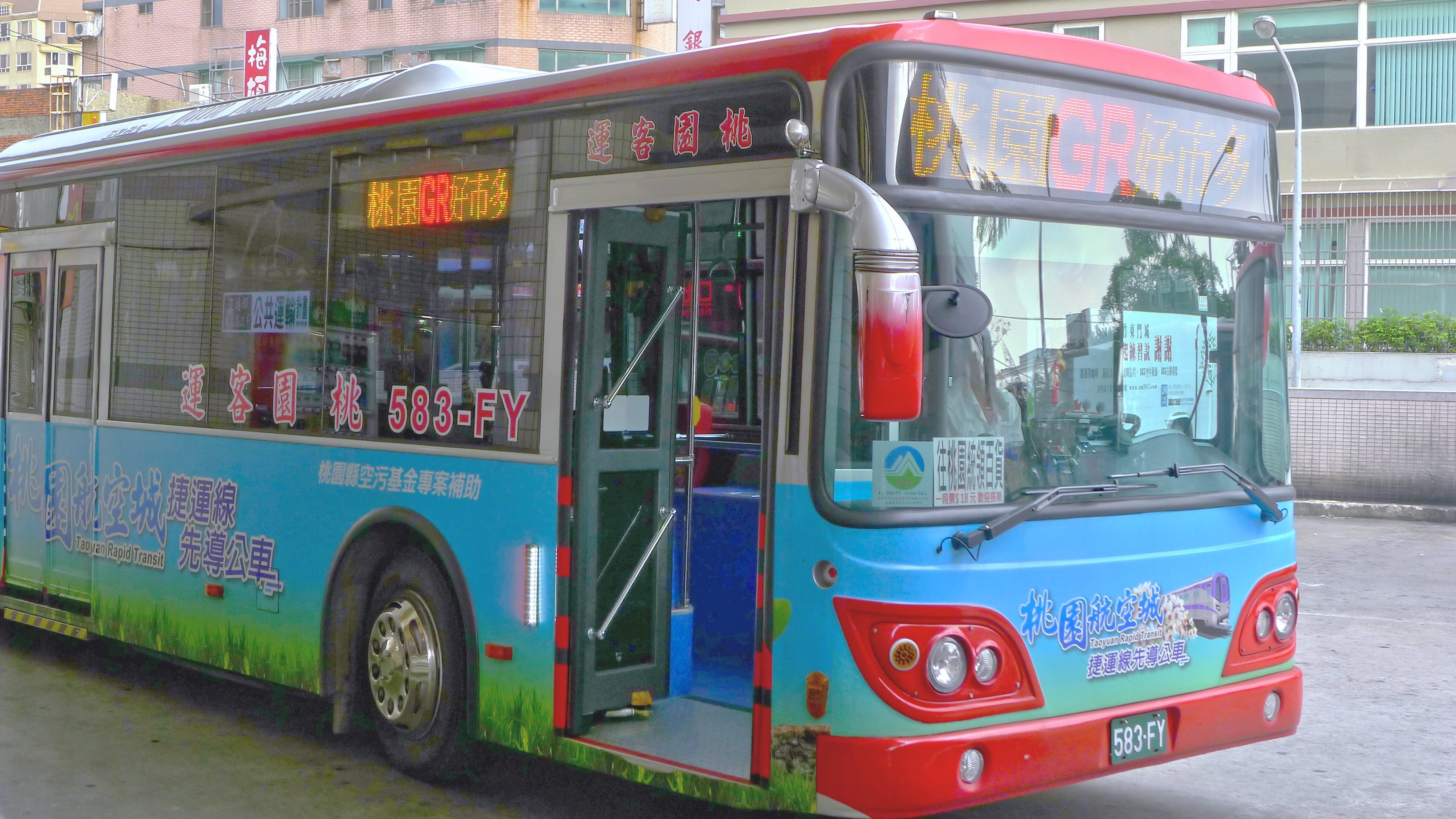
GR
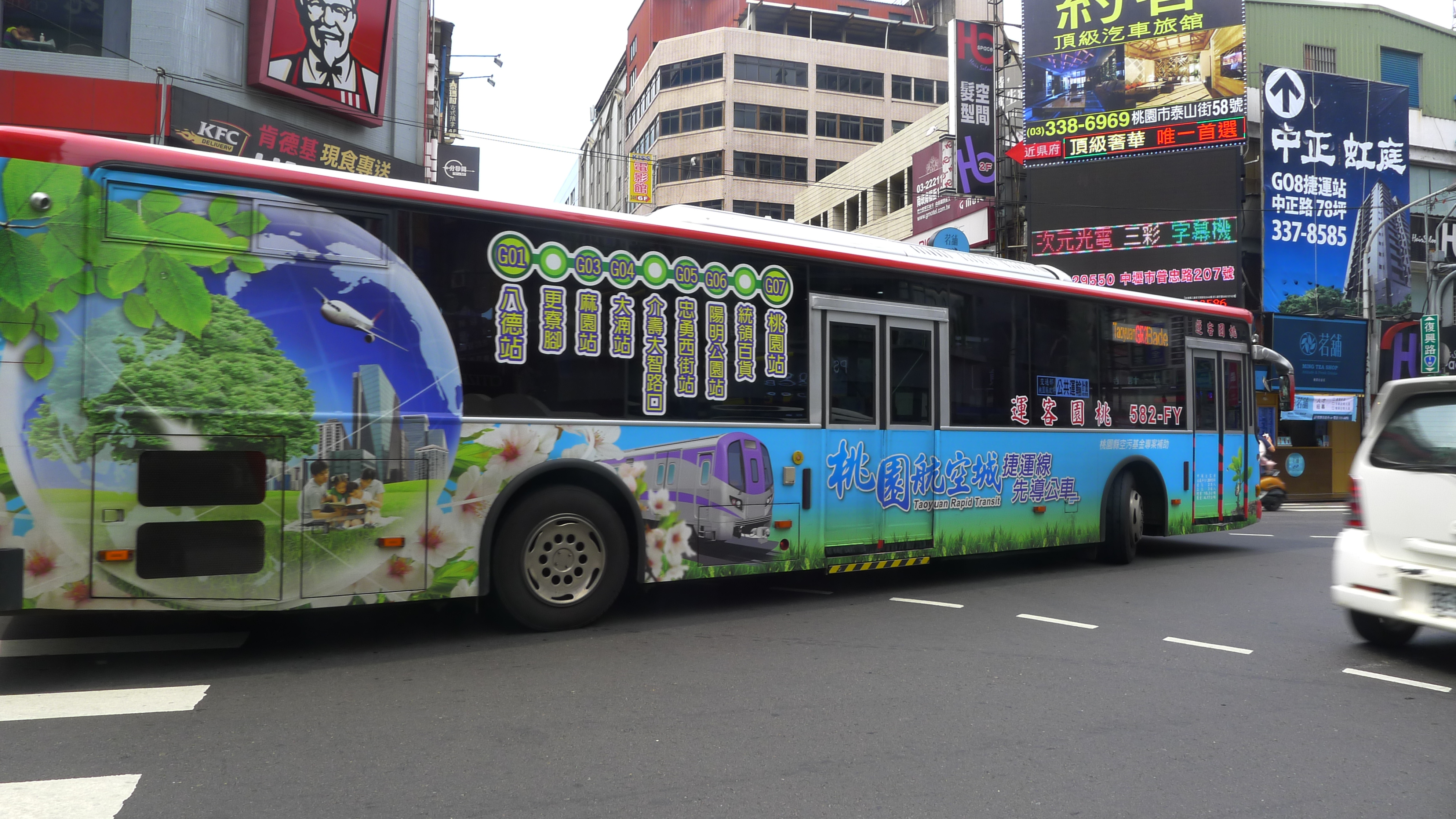
GR2側面
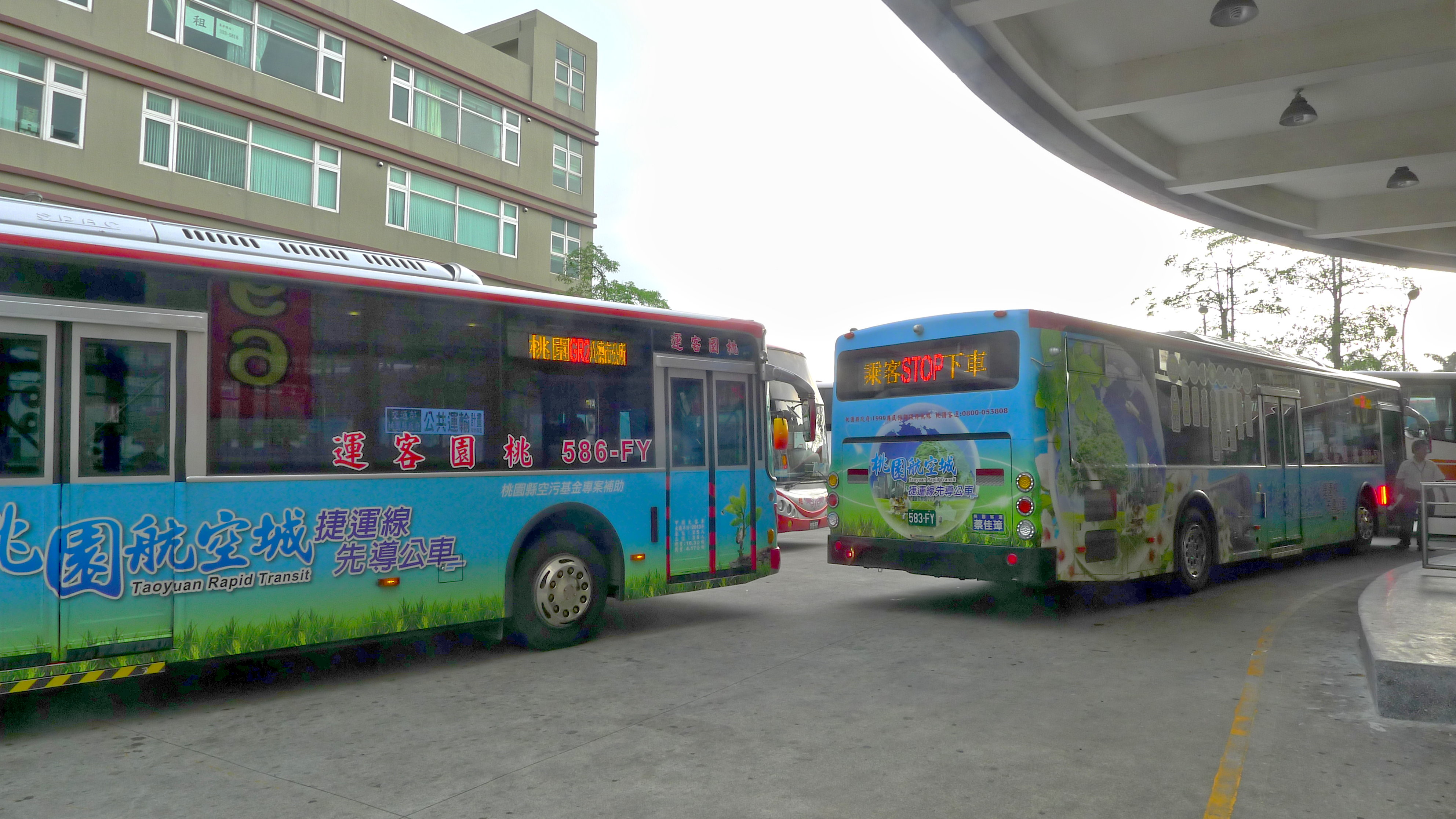
於桃園客運總站同時進站之GR與GR
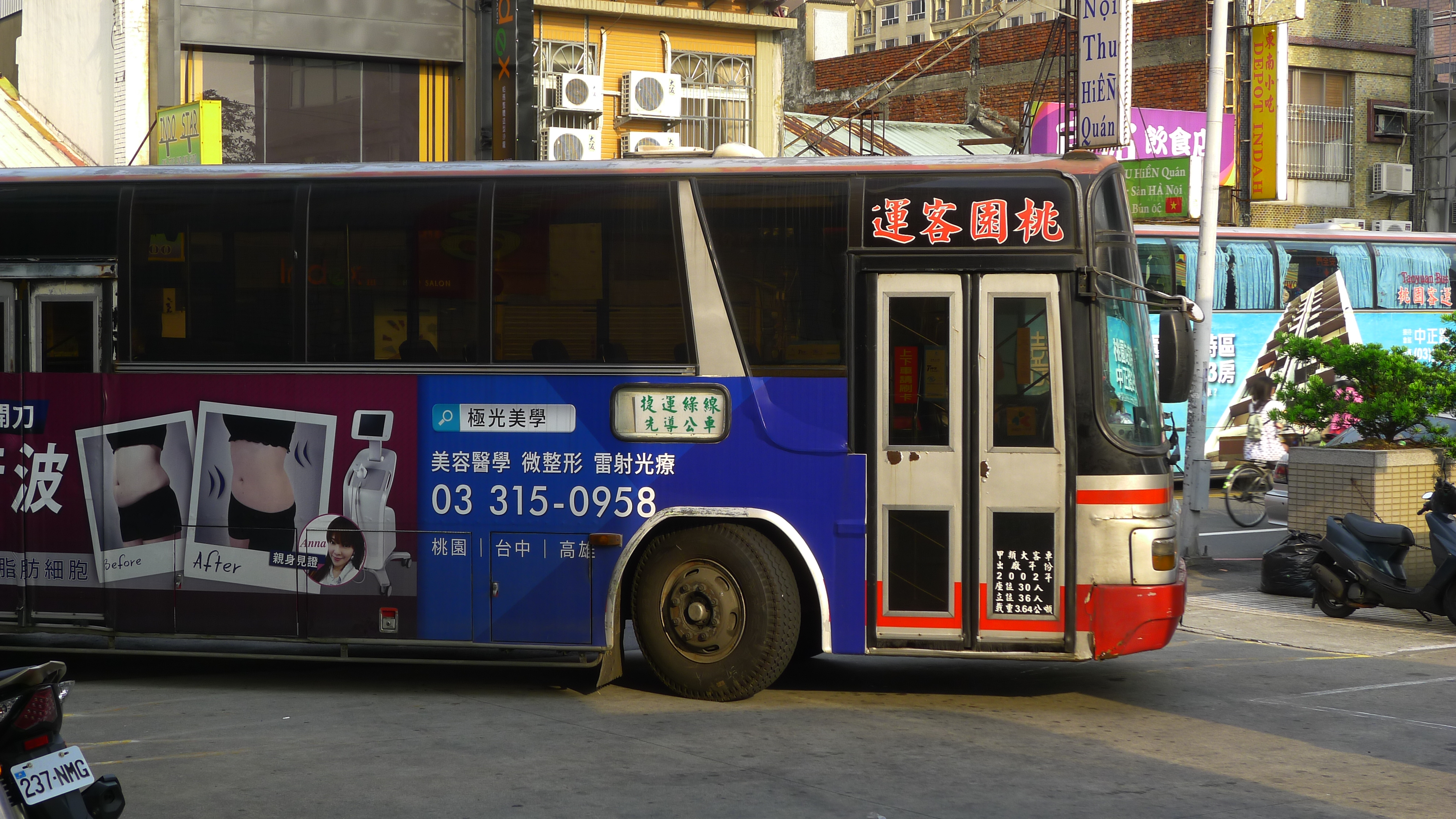
支援車輛
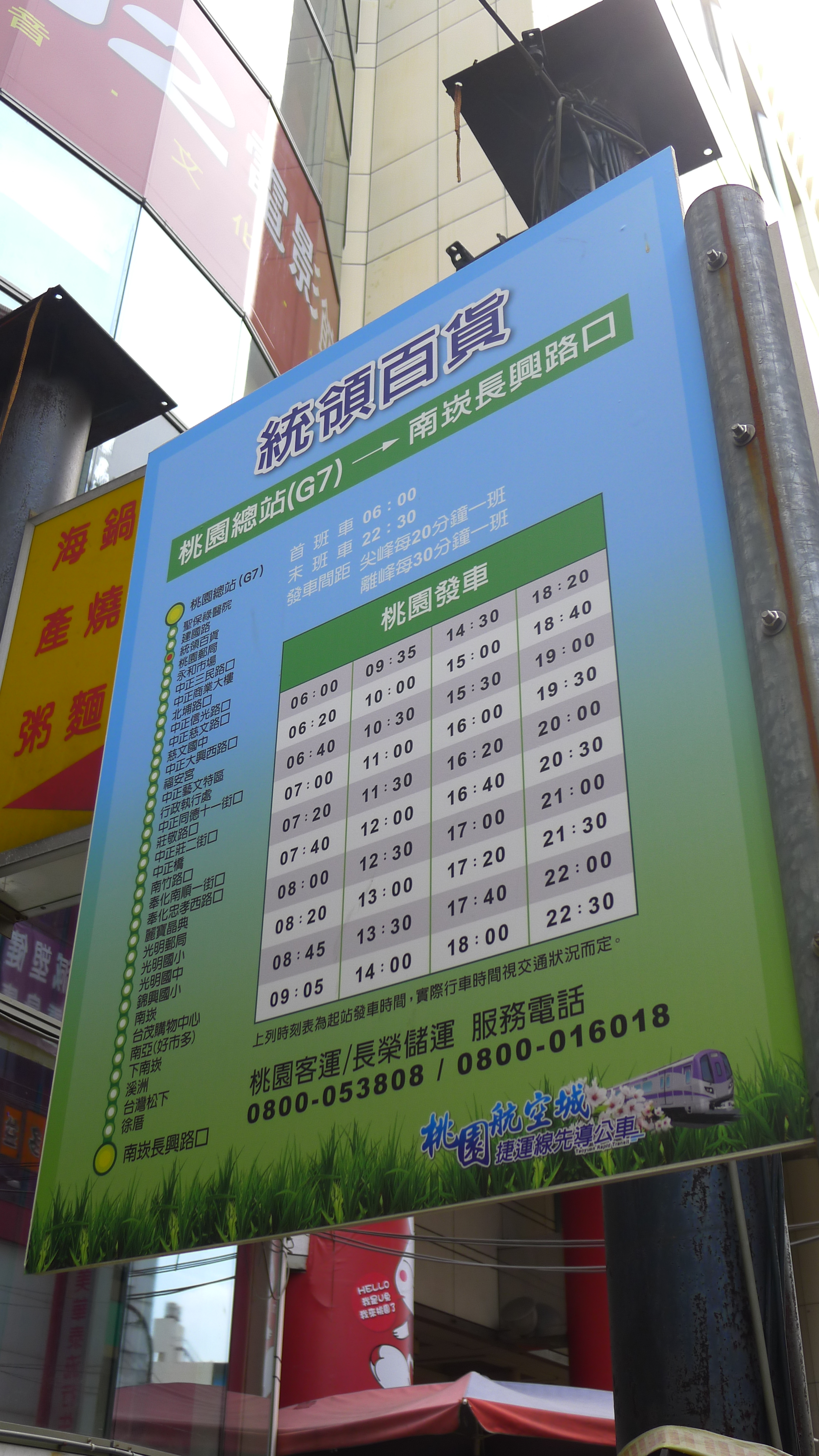
GR站牌
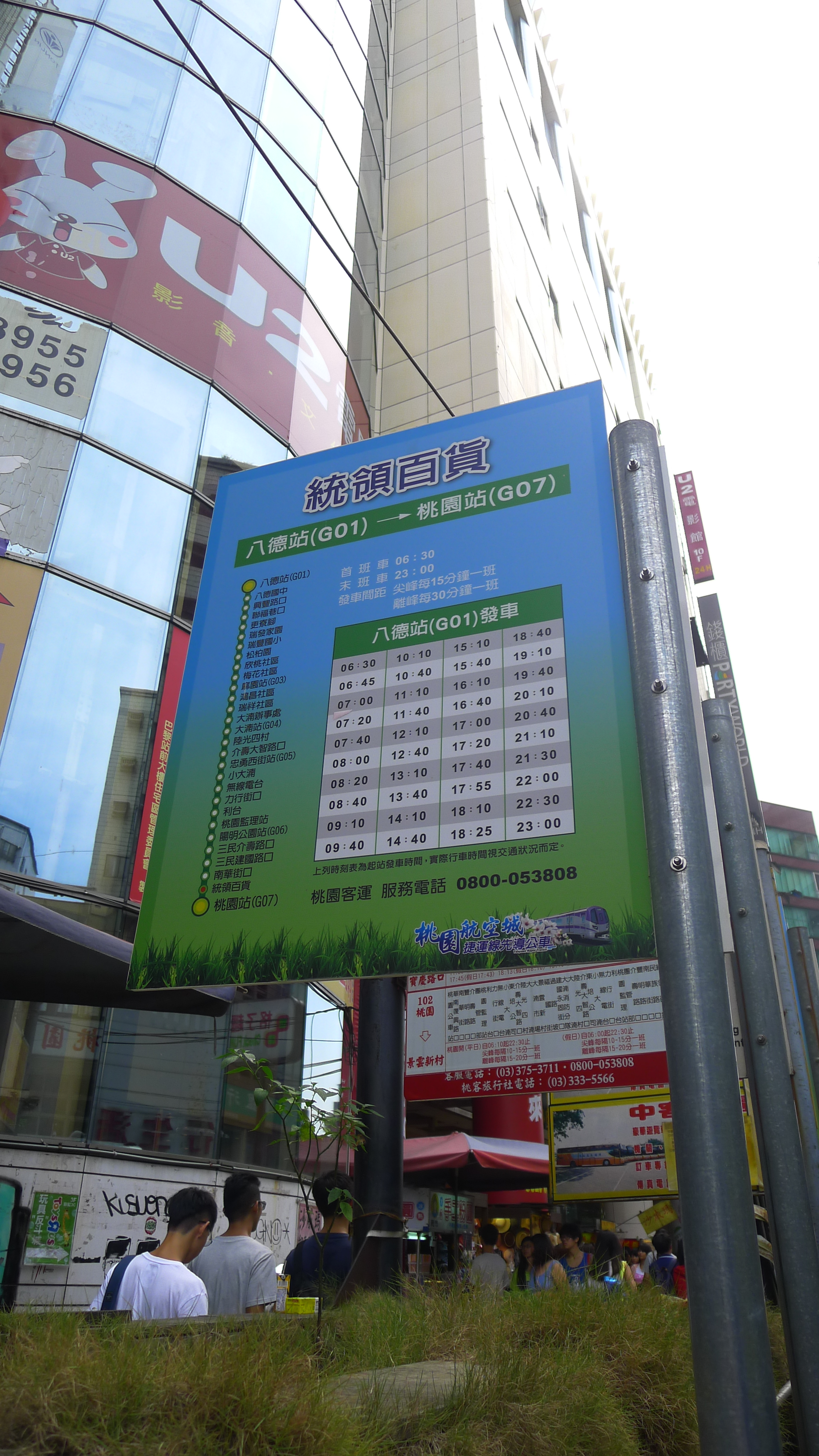
GR2站牌
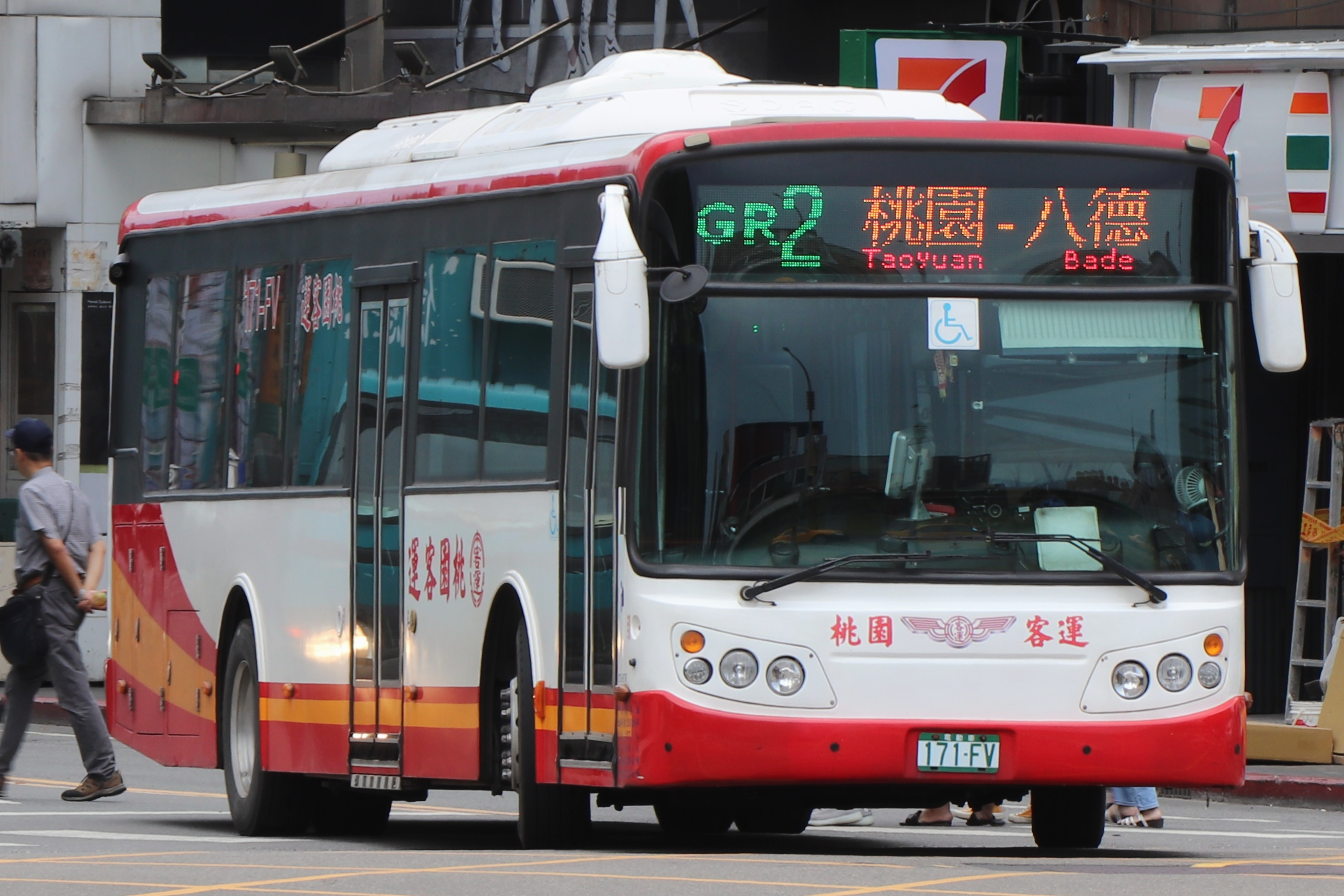

### 停站
| 论 编 | 桃園捷運綠線先導公車GR路線（桃園後站 ↔ 捷運坑口站） |  |
| |                                                     |  |
| 桃園後站 - 聖保祿醫院 - 建國路口 - 統領百貨 - 桃園郵局 - 永和市場 - 中正三民路口 - 中正二街口 - 北埔路口 - 中正信光街口 - 中正慈文路口 - 慈文國中 - 中正藝文特區 - 中正中寧街口 - 中正同德十一街口 - 莊敬路口 - 中正莊二街口 - 中正橋 - 中正北路320巷 - 南竹路口 - 奉化南順一街口 - 奉化忠孝西路口 - 麗寶經典 - 光明郵局 - 光明國小 - 光明國中(光明路) - 錦興國小(南竹路) - 南崁 - 台茂 - 下南崁 - 南亞(好市多) - 溪州 - 台灣松下 - 三商 - 水尾 - 八股路口 - 下水尾 - 菓林 - 崁下 - 坑菓幸福路口 - 捷運坑口站 |                                                     |  |
| → 僅去程停靠， ← 僅回程停靠， ─ 雙邊停靠 |                                                     |  |

| 论 编 | 桃園捷運綠線先導公車GR2路線（桃園後站 ↔ 八德） |  |
| |                                                |  |
| 桃園公車站(G07) →南華街 ←統領百貨公司 ←中華民族路口 - 南華街口 - 三民建國路口 - 三民介壽路口 - 桃園監理站 - 利台 - 力行街口 - 無線電台 - 小大湳 - 忠勇西街站(G05) - 廣豐新天地 - 陸光四村 - 大湳站(G04) - 瑞祥社區 - 鴻昌社區 - 麻園站(G03) - 梅花社區 - 欣桃社區 - 松柏園 - 瑞豐國小(桃園防災教育館) - 瑞發家園 →更寮腳(興豐路) ←更寮腳(介壽路) - 聯福巷 - 興豐友聯路口 →豐田路 →豐田豐德路口 →遠雄艾菲爾 →興仁里 →八德區公所(三元宮) →八德教養院 →崙子路口 →仁德公園 →仁德廣興路口 →溪濱公園 →建德長興路口 →八德區公所(農會) 返程→八德國中→ 興豐友聯路口→接原線 |                                                |  |
| → 僅去程停靠， ← 僅回程停靠， ─ 雙邊停靠 |                                                |  |